# Копирайт трол
Копирайт тролът е личност (лице или компания), която налага авторски права, които притежава с цел печеленето на пари чрез искове по начин, считан за прекалено агресивен или опортюнистичен, обикновено без да създава или лицензира произведенията, които притежава за платено разпространение. Критици възразяват срещу дейността, защото те вярват, че тя не окуражава създаването на творчески произведения, а вместо това прави пари чрез неравенствата и непредвидимите последици от скъпите разпоредби за законоустановени вреди в законите за авторското право, предназначени да насърчат създаването на такива произведения.
Копирайт троловете особено присъстват в Германия, където законите дават много възможности за притежателите на авторски права да преследват съдебно фирми и отделни физически лица. Както терминът, така и концепцията за копирайт трол започва да се появява в средата на 2000-те. Произлиза от пейоративния „патентен трол“, който се отнася до фирми, налагащи патентни права с цел печеленето на пари от други фирми, които продават продукти без да имат свои собствени за продажба. Различава се от организации като ASCAP, които събират роялти и налагат авторски права на членовете си.

## Забележителни примери
Един коментатор описва Хари Уол, съпруг на британската комична певица Ани Уол от деветнадесети век, като първия копирайт трол в света. Уол устройва „службата за защита на авторските права на авторите, композиторите и художниците“ да съберат такси за неоторизирани изпълнения на творби на композитори (често починали) въз основа на заплахата от съдебен процес за законоустановени вреди под Закона за авторското право от 1842 г.
През 2000-те години, усилията на SCO Group да получат роялти по отношение на операционната система с отворен код Linux, се разгелждат като „копирайт тролинг“ от някои от приблизително 1500-те кампании, от които SCO изисква лицензионни възнаграждения, въз основа на авторско право, което съдът евентуално решава, че е принадлежало на Novell. В контраст с това, Novell нямали интерес да налагат авторските си права срещу предполагаемите нарушители.
Терминът също се използвал и за две участващи страни, които отделно съдели Google през 2006 г., след публикуването на съдържание, за което знаели, че щяло да бъде индексирано от Googlebot-паяка на Google със стандартните в индустрията „noindex“ тагове за отказ, били умишлено пропуснати. След Perfect 10, Inc. v. Google Inc., списанието за възрастни Perfect 10 бива описано като копирайт трол, поради създаването на връзки към изображения с намерение да съди Google за нарушение, след като Google ги добавил към услугата си за търсене на изображения. В Field v. Google, адвокат от Невада предприел „утвърдителни стъпки“, за да включи правните си документи в резултатите от търсенето в Google, за да може да ги осъди и е било решено, че действал недобросъвестно. Наскоро терминът е използван за описание на субекти, които предявяват съмнителни искове срещу компании в модната индустрия за предполагаеми авторски права върху модели на тъкани.

## Случаи с Righthaven
През 2010, холдинговото дружество Righthaven LLC бива наречено копирайт трол от коментатори, след като закупува авторските права на редица стари новинарски статии от Stephens Media, по това време издател на Las Vegas Review-Journal, базирано на бизнес модел за осъждането на блогъри и други автори в интернет за законоустановени щети за това, че са възпроизвели статиите на техните сайтове без разрешение.
Случаят бива покрит от Los Angeles Times, Bloomberg News, Wired News, Mother Jones, The Wall Street Journal, Boston Herald и други вестници и новинарски блогове, както и Electronic Frontier Foundation, които предложили да помогнат на подсъдимите. Конкурентът на вестника, Las Vegas Sun, покрива всичките 107 съдебни дела, от 1 септември 2010 г. описвайки го като първия известен случай на копирайт трол, който купува правата върху новинарски материал, въз основа на това, че авторските му права били нарушени. Издателят на Review-Journal отговоря чрез защита на съдебните дела критикувайки The Sun за покриването им.
През Август, 2010 г., компанията сключва споразумение с WEHCO Media в Арканзас за предприемането на подобни действия и обявява, че провеждала преговори с редица други издатели. Wired Magazine описва дейността като „заемане на страница от патентните тролове“ и отбелязва, че компанията изисквала $75,000 от всеки нарушител, съгласявайки се и за споразумения от по няколко хиляди долара на ответник.
През април 2011 г., съдът в Колорадо се възгласява за Righthaven v. Hill, че:
„Въпреки че бизнес моделът на ищеца разчита до голяма степен на постигането на споразумения с минимална инвестиция на време и усилия, целта на съдилищата е да осигурят среда за правилно, справедливо и навременно решение на противоречия и спорове. Мнението на ищеца е обратното, съдилищата не са просто инструменти за насърчаването и налагането на споразумения с ответниците, заплашени от потенциалните разходи за съдебни спорове и отговорност."
До втората половина на 2011 г., подсъдимите с ресурси за борба с Righthaven в съда печелеят дела на основание, че тяхното използване попада в рамките на доктрината за честна употреба и поради факта че Stephens Media всъщност не възложили пълна собственост на защитения с авторски права материал на Righthaven. Righthaven също бива санкциониран от поне един съдия за това, че не разкрили, че Stephens Media е получавала 50% намаление на всякакви съдебни дела, включващи Review-Journal. Успешните обвиняеми изискали конкретните стойности за съдебни разноски и такси, които Righthaven отказват да платят.  До декември 2011 г., Righthaven е в несъстоятелност и е обявена за продажба.

## Правна защита
Двама адвокати предоставят рамка за правна защита срещу копирайт троловете.  Тъй като повечето дела за нарушаване на авторски права онлайн разчитат на минимално количество информация, насочена както към ненарушители, така и към нарушители, има начини за защита срещу съдебния иск от адвокати и про-обвиняеми, което е описано в рамката.